# Општински фудбалски стадион Србска
Општински стадион Србска (чеш. Městský fotbalový stadion Srbská) је вишенаменски стадион у Брну, Чешка. Најчешће се углавном користи за фудбалске утакмице и дом је ФК Збројовка Брно. Стадион прима 10.200 људи и изграђен је 1926. године. Фудбалски клуб Збројевка се уселио на стадион 2001, пошто је претходно играо на Стадиону За Лужанками.

## Историја стадиона
Моравска Славија Брно је 1941. године подигла стадион на месту бивше Краловопољске циглане. Реновиран после Другог светског рата, стадион је поново отворен 1949. године са капацитетом од 30.000 места. Исте године, Моравска Славија је престала да постоји због спајања у Краљевски пољски клуб, који је на стадиону деловао до 1995. године. Стадион је био домаћин различитих спортских догађаја, укључујући финале атлетске лиге 1952. године, коњске трке и масовне наступе градске Спартакије сваких пет година. Године 1975, спортски комплекс је проширен додавањем вишенаменске спортске дворане. Стадион је затим пропао, али је 2001. године доживео свеобухватну реконструкцију која је коштала град Брно 110 милиона круна. Капацитет стадиона је тада био 12.550 места, са 1.550 покривених седишта, 6.400 непокривених седишта, 4.000 стојећих места и 600 места за гостујуће навијаче, уз додатних 50 места за новинаре. У јесен 2015. започета је реконструкција крова западне трибине, која је коштала око 15 милиона круна. До 2023. године, капацитет стадиона је смањен на 10.200 места.
Спартак Кралово Поле, који је првобитно играо овде, доспео је у највиши ранг раних 1960-их, али је издржао само једну годину. Такође је прикупио углавном трећелигашко искуство, нестао 1995. године. ФК Земан Брно је овде играо између 1995. и 2000. године, а 2001. стадион је постао дом Збројовке Брно.
У сезони 2013/14, новајлија Гамбринус лиге, екипа 1. СЦ Знојмо, је овде играла своје домаће утакмице, разлог овог домаћинства је недобијање професионалну лиценцу ФАЧР-а због неадекватног домаћег стадиона у месту Хусове сади.
Почетком јуна 2019. на стадиону је одржан концерт групе Кабат, који је започео турнеју поводом 30. годишњице бенда.